# Jan de Bray

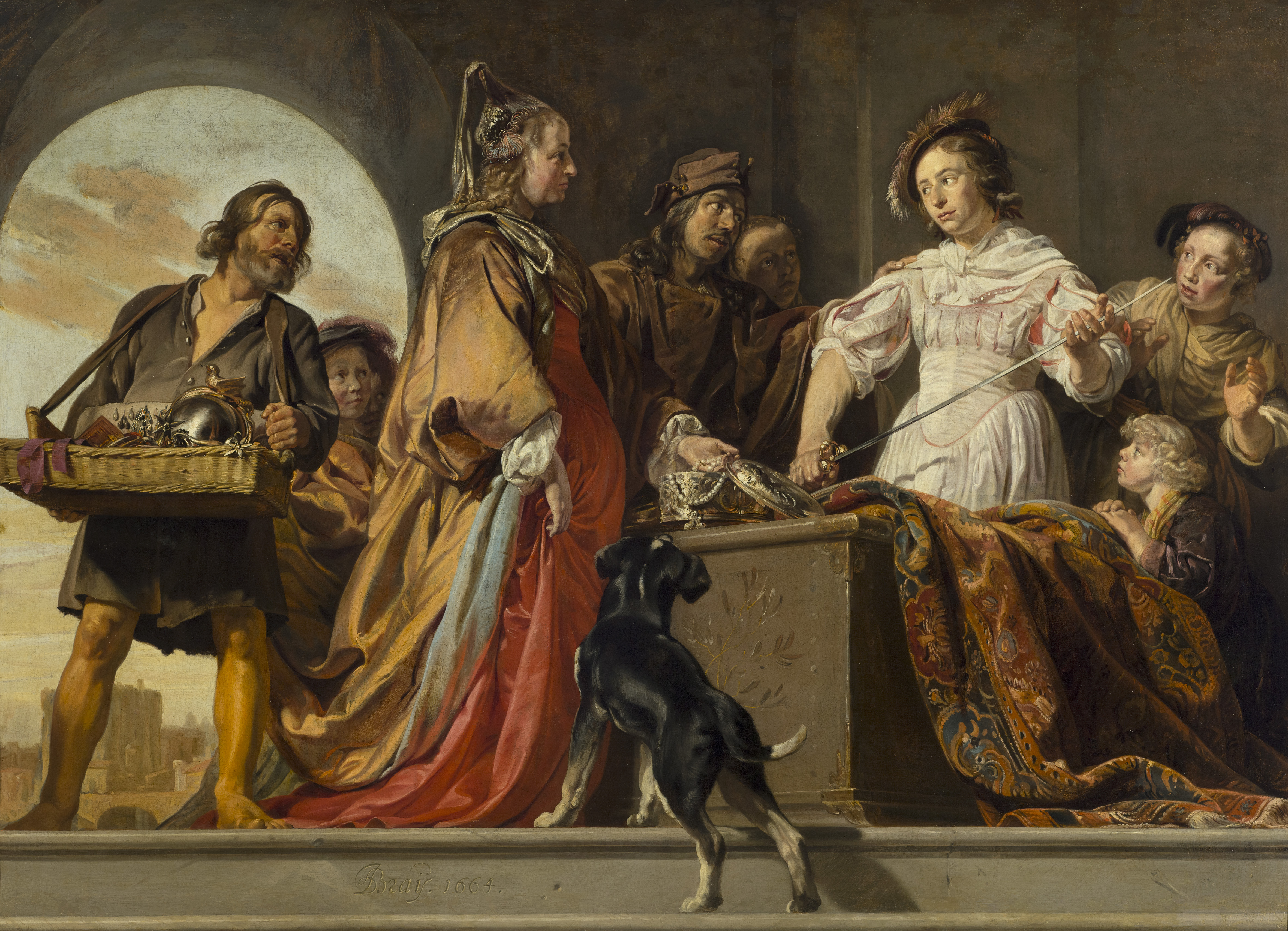
Achilles wśród córek Likomedesa, 1664, Muzeum Narodowe w Warszawie

Jan de Bray (ur. 1627 w Haarlemie, zm. 1697 w Amsterdamie) – holenderski malarz i rysownik, syn i uczeń Salomona de Braya.

## Życiorys
W latach 1671/72, 1676, 1681 i 1684/85 pełnił funkcję dziekana gildii św. Łukasza w Haarlemie.
Był przedstawicielem klasycyzmu w malarstwie holenderskim, malował sceny historyczne, motywy mitologiczne i portrety, także zbiorowe. Na jego twórczość wpływ mieli Frans Hals i Bartholomeus van der Helst. 
Życie prywatne artysty było nieudane, w czasie epidemii dżumy w latach 1663–1664 stracił oboje rodziców i czworo rodzeństwa. Był trzykrotnie żonaty, jednak żadna z jego żon nie przeżyła dwóch lat od momentu ślubu. Procesy spadkowe prawdopodobnie ostatecznie doprowadziły malarza do ruiny finansowej, w 1689 ogłosił upadłość i przeniósł się do Amsterdamu, gdzie zmarł w 1697, ale pochowany został w Haarlemie 4 kwietnia tegoż roku.

## Wybrane prace
- Achilles wśród córek Likomedesa, 1664, Muzeum Narodowe w Warszawie
- Regenci sierocińca dla dzieci w Haarlemie, 1663, Frans Halsmuseum, Haarlem
- Dziekani gildii św. Łukasza w Haarlemie, 1675, Rijksmuseum, Amsterdam